# Fort Gonsenheim
Das Fort Gonsenheim war Bestandteil des dritten Befestigungsphase der Festung Mainz, nach der Neuordnung Deutschlands durch den Wiener Kongress als Festung des Deutschen Bundes.

## Geographische Lage
Das Fort Gonsenheim wurde auf dem Hartenberg angelegt, von dem man hinunter in das Gonsbachtal blickt, neben der ehemaligen Straße, die aus dem Gonsenheimer Tor führte. Es lag strategisch so, dass es den nördlichsten Teil der Provinz Rheinhessen bestreichen konnte. Zur Zeit der Errichtung war es ein weit vor den Bastionen liegendes vorgeschobenes, zu selbständiger Kampfführung befähigtes Festungswerk. Gonsenheim selbst wurde erst am 1. April 1938 aus militärpolitischen Gründen nach Mainz eingemeindet.

## Geschichte
Fort Gonsenheim wurde im Zeitraum zwischen 1862 und 1865 nach Plänen des preußischen Festungsbaumeisters Hans Alexis von Biehler im Auftrag des Deutschen Bundes erbaut, um die Interessen der souverainen Fürsten und freien Städte Deutschlands am Rhein zu schützen. Sein Bau sollte der modernen Artillerie – Schutz vor der Wirkung gezogener Geschütze – gerecht werden.
Durch die Modernisierung der Waffentechnik reichten die Kanonen mittlerweile so weit, dass feindliche Truppen einfach über die Bastionen des zweiten Festungsrings hinwegschießen konnten. Fort Gonsenheim sollte mit anderen detachierten Forts die Festung nach Westen hin entlasten. Die Militär-Kommission des Deutschen Bundes beantragte Ende 1861 als Ergebnis der jährlichen Berichte der Armee-Inspektion beim Bundestags-Ausschuss für Militärangelegenheiten die Finanzierung mehrerer Baumaßnahmen an den Mainzer Festungswerken. An vorderster Stelle stand der Bau von zwei neuen Forts. Zum einen das Fort Gonsenheim, das dem bestehenden Fort Judensand vorgelagert werden sollte, und dem Fort Bingen vor dem bestehenden Kirchhof-Turm. Die Fertigstellung des mit 279.000 Gulden Baukosten veranschlagten Fort Gonsenheim wurde im Budgetbericht vom 14. März 1866 angezeigt.

## Baubeschreibung und Bewaffnung
Das Werk Gonsenheim wurde von Ingenieurhauptmann Roessler 1863 beschrieben.
Die Grundfläche des Geländes betrug etwa 55.500 m². Der Grundriss der neuzeitlichen bastionierten Festung hatte die Form eines Fünfecks. Die Artilleriebewaffnung bestand aus 26 Geschützen. Fort Gonsenheim wurde sowohl im Deutsch-Französischen Krieg 1870/71 als auch im Ersten Weltkrieg armiert, war jedoch nie aktiv in Kampfhandlungen verwickelt. Bereits am 18. März 1904 befahl der Kaiser die Auflassung des erst dreißig Jahre alten Rheingauwalls. Gleichzeitig wurden damit auch alle Baubeschränkungen aufgehoben und der Weg zum Bau von weitläufigen Industrieanlagen war frei. Das Fort hatte seine Funktion verloren und neue Planungen eines vierten Festungsgürtel, die Selzstellung, im Bereich rheinhessischer Ortschaften, beschäftigten das Ingenieurkorps.

## Niederlegung
Nach dem verlorenen Ersten Weltkrieg wurden die Schleifung der Festung Mainz in drei Abschnitten vorgenommen. Aufgrund der Bestimmungen des Versailler Vertrages aus dem Jahre 1919 mussten alle Festungswerke, auch die bereits nutzlos gewordenen, zerstört werden. Für diese Aufgabe wurde das Entfestigungsamt Mainz neu geschaffen. Es war als deutsche Dienststelle und Unterkommission für Befestigungen mit der Durchführung der von der Interalliierten Militär-Kontrollkommission festgelegten Schleifungsarbeiten an der Festungswerken beauftragt. 1920 und 1921 wurde die vorgeschobene äußere Linie und der innere Verteidigungsgürtel auf dem linken Rheinufer niedergelegt, 1922 und 1923 folgten die Befestigungen auf dem rechten Rheinufer und der Mainspitze. In den folgenden Jahren wurden dann die Festungsteile zerstört, die von der französischen Besatzung bis zu ihrem Abzug Mitte 1930 noch benutzt wurden.
Die Sprengung des Forts Gonsenheim erfolgte 1921. Auf Fotos sind am östlichen Rand des Geländes außerhalb des eigentlichen Forts fünf Hallen zu erkennen, die auf den Bauplänen nicht verzeichnet sind. Diese Hallen wurden von der französischen Armee bis zu ihrem Abzug als Munitionsdepot genutzt.
Unter der Leitung von Pfarrer Andreas Niklaus, dem Jugendsekretär des Bistums unter Bischof Ludwig Maria Hugo und Gründer des Katholischen Jugendwerkes, aus der Mainzer Pfarrei St. Bonifaz, wurde auf dem brach liegenden Festungsgelände bereits vier Monate vor dem Abzug der Franzosen viele Trümmer beseitigt und die Umgestaltung des Geländes betrieben.
Das Gelände von Fort Gonsenheim ist heute ein Neubaugebiet in Mainz-Hartenberg-Münchfeld.